# 50
Évszázadok: i. e. 1. század – 1. század – 2. század
Évtizedek: 1-es évek – 10-es évek – 20-as évek – 30-as évek – 40-es évek – 50-es évek – 60-as évek – 70-es évek – 80-as évek – 90-es évek – 100-as évek
Évek: 45 – 46 – 47 – 48 –  49 – 50 – 51 – 52 – 53 – 54 – 55

## Események

### Római Birodalom
- Caius Antistius Vetust és Marcus Suillius Nerullinust választják consulnak.
- Claudius császár adoptálja felesége, Agrippina előző házasságából származó fiát, Nerót
- Agrippina veteránokat telepít le a kis Rajna-menti erőd mellett, ahol született és megalapítja Colonia Claudia Ara Agrippinensium városát (ma Köln).[1]
- A germán chattusok betörnek Germania Superior provinciába, de Publius Pomponius legatus rajtaüt a zsákmánnyal visszafelé tartó germánokon, azok pedig megadják magukat.
- Elűzik Vanniust, a germán kvádok római klienskirályát. Claudius nem nyújt neki katonai segítséget, de a menekülő Vanniust befogadja, aki Pannóniában telepszik le.
- Britanniában Publius Ostorius Scapula kormányzó a Caratacus által vezetett walesi szilurok és ordovixek ellen vonul és legyőzi őket. Caratacus a brigasok királynőjénél, Cartimanduánál keres menedéket, de az átadja őt a rómaiaknak. Caratacust Rómába viszik, de beszédének hatására Claudius meghagyja az életét és engedélyezi, hogy Rómában éljen.
- Ostorius a kiszolgált veteránoknak megalapítja Camulodunum (ma Colchester) városát.
- A jeruzsálemi Templomban pészah idején az egyik rendfenntartó római katona csupasz fenekét mutogatva feldühíti a zsidókat akik kövekkel kezdik dobálni a katonákat. Ventidius Cumanus helytartó erősítést vezényel a templomba, mire pánik tör ki és - Iosephus Flavius szerint - 20-30 ezer embert taposnak agyon.
- Az egyik júdeai faluban rejtőző bűnözőket kereső katonák széttépnek egy Tóra-tekercset. Cumanus, hogy elkerülje a lázadást, lefejezteti a bűnös katonát.

## Születések
- Caj Lun, kínai hivatalnok, a papír feltalálója

## Halálozások
- Aulus Cornelius Celsus, római orvos